# جائزة موناكو الكبرى 2002
جائزة موناكو الكبرى 2002 (بالإنجليزية: 2002 Monaco Grand Prix)‏ هو سباق فورمولا 1 أقيم بتاريخ 26 مايو 2002 في حلبة موناكو. كان السابع من أصل 17 في بطولة العالم لسباقات الفورمولا واحد موسم 2002. حلّ البريطاني ديفيد كولتهارد أولا بينما جاء الألماني مايكل شوماخر في المركز الثاني وحصل على المركز الثالث الألماني رالف شوماخر.